# Brian Fargo
Brian Fargo (Long Beach, Kalifornija, 1962.), američki računalni programer i kultna figura računalne igraće industrije. 

## Karijera
1984. godine osniva Interplay Entertainment, gdje je radio na njihovim najranijim igrama kao Bard's Tale i Wasteland. Bio je Interplay CEO sve do 2002. godine kada većinsku kontrolu tvrtke preuzima Titus Interactive. Nakon čega napušta Interplay. 2003. godine osniva novu tvrtku pod imenom InXile Entertainment. U listopadu 2004. InXile Entertainment izbacuje The Bard's Tale za Playstation 2 i Xbox. PC verzija izlazi 2005. godine. 2003. godine Brian Fargo preuzima prava za igru Wasteland od Electronic Artsa. 

## Zanimljivosti
Brian Fargo je 21. lipnja 2007. za internet stranicu Duck and Cover potvrdio da radi na nastavku igre Wasteland. Za koju već sada mnogi govore da će biti duhovni nasljednik kultnih RPG igara Fallout 1 i Fallout 2.

## Vanjske poveznice
1. ↑  Arhivirana kopija. Inačica izvorne stranice arhivirana 2. prosinca 2021. Pristupljeno 24. siječnja 2022. journal zahtijeva |journal= (pomoć)CS1 održavanje: arhivirana kopija u naslovu (link)

- Moby Game's kratka biografija o Fargu
- InXile Entertainment stranica s biografijom o Fargu
- GameSpy.com intervju sa Brianom Fargom